# Oebalia costarica
 Oebalia costarica  ist eine Art der Fliegen aus der Familie der Fleischfliegen (Sarcophagidae), die aus Costa Rica bekannt ist. Sie wurde 1989 von Thomas Pape wissenschaftlich beschrieben.

## Merkmale
Die männliche Fliege, die aus Holotyp beschrieben wurde, hatte eine Körperlänge von 4,7 Millimeter, Weibchen und Larven der Art sind nicht bekannt. Der größte Teil des vorderen Gesichtsbereich ist silbergrau mit einem goldenen bis olivfarbenen Farbeinschlag. Die Antennen sind grauschwarz, die Palpen braunschwarz. Die Stirn ist leicht vorstehend, die Fronto-Orbitalplatte besitzt zwei proklinierende, also nach vorn weisende, und eine reklinierenden, nach hinten weisende Borste am Augenrand sowie vereinzelte Haare auf der gesamten Länge. Die Gena und das Postcranium sind von einigen schwarzen Haaren bestanden.
Der Brustbereich ist grau mit einem olivfarbenen Einschlag auf dem hinteren Teil des Scutum. Auf der präsuturale Region befinden sich zwei deutliche und seitlich davon zwei weitere undeutlichere schwarze Streifen. Der Flügel besitzt eine schwarze Tegula, die Basicosta ist gelb. Die Beine sind schwarz oder schwarzbraun mit grauer Einwaschung, der Hinterleib ist ebenfalls schwarz. Der Aedeagus ist gattungstypisch mit paarigen dorsalen Vorsprüngen unterhalb des Acrophallus, besitzt jedoch im Gegensatz zu allen bekannten Arten der Gattung ein paar stachelartige Vorsprünge auf der Oberseite des Basiphallus, die nach vorn und dann nach unten weisen.

## Vorkommen
Der Tiere kommen in Mittelamerika vor, wo sie für Costa Rica nachgewiesen sind. Der Holotyp der Art wurde 1964 in San José, Ciudad Universitaria, von G. Fuentes vom Museo de Insectos der Universidad de Costa Rica gesammelt.

## Lebensweise
Über die Lebensweise der Art liegen keine Informationen vor. Generell sind Vertreter der Gattung Oebalia Kleptoparasiten von zweigbrütenden Stechimmen (Aculeata) wie Wildbienen.

## Systematik
Oebalia costarica ist eine eigenständige Art in der Gattung Oebalia Robineau-Desvoidie. Sie wurde von dem dänischen Entomologen Thomas Pape im Jahr 1989 gemeinsam mit zwei weiteren Arten der Fleischfliegen (Sarcophagidae) wissenschaftlich erstbeschrieben. Die Typen der drei  Arten stammten dabei aus einer Sammlung unidentifizierter neotropischer Fleischfliegen, die er während eines Studienaufenthalts am United States National Museum of Natural History in Washington, D.C., aufarbeitete.

## Belege
1. 1 2 3 4 5  Thomas Pape: Three new species of neotropical Sarcophagidae (Diptera). In: Memórias do Instituto Oswaldo Cruz. Band 84, Nr. 4, 1989, S. 471–476, doi:10.1590/S0074-02761989000400003.
2. ↑  Brian Victor Brown: Manual of Central American Diptera, Band 2, NRC Research Press, 2009, S. 1331. (Google Books)